# Francesco Solimena
Francesco Solimena (Canale di Serino, 1657-Nàpols, 1747), també dit l'Abate Ciccio fou un pintor barroc.
Considerat un dels artistes que millor va representar la cultura tardobarroca a Itàlia, Solimena es va formar en el taller del seu pare (?) Angelo. Va rebre la influència de Francesco Guarino, apropant-se posteriorment a la pintura escenogràfica i fantasiosa de Luca Giordano i tenebrista de Mattia Preti. Les seves obres entre el 1670 i 1680, entre les quals destaquen El Paraíso a la Catedral de Nocera i La Visión de San Cirilo de Alejandría a l'església de San Domenico de Solofra, varen ser fetes amb col·laboració amb el seu pare.
Les obres que va efectuar des del 1680 s'apropen a la pintura naturalista, com els frescos de San Giorgio a Salern, o les teles de las Virtudes de la sagristia de San Paolo Maggiore a Nàpols. A la tela de San Francisco renuncia al sacerdocio per l'església de Sant-Anna dei Lombardi (1691-1692) és influència de Mattia Preti. El seu estil es consagra amb La expulsión de Heliodoro del templo, a l'església del Gesú Nuovo de Nàpols, i amb els frescos de la capella de San Filippo Neri a la Chiesa dei Gerolamini. El 1728 va rebre l'encàrrec del cardenal Michele Federico Althann, virrei de Nàpols i bisbe de la ciutat hongaresa de Vác, d'un quadre representant al prelat en acte d'oferir a l'emperador d'Àustria Carles VI el catàleg de la pinacoteca imperial, que suscità un gran entusiasme. Un retorn a la seva obra de joventut es va poder apreciar el 1735, com en els quadres realitzats per la Reggia de la Caserta per Carles de Borbó. Va treballar per la majoria de les corts europees. però sense moure's de Nàpols. Va morir a la seva vil·la de Nàpols del barri de Barra el 1747.